# Moixé Hayyim Luzzatto
Moixé Hayyim Luzzatto (en hebreu: רבי משה חיים לוצאטו) (Pàdua, República de Venècia, 1707- Acre, Imperi Otomà, 1747) va ser un dels rabins italians més notables de la història.

## Introducció
El Rabí Luzzatto va ser un filòsof i un cabalista, també és conegut per l'acrònim RAMCHAL. Moixé Hayyim Luzzatto va escriure obres cabalístiques i literàries. Estava dotat d'una memòria gairebé fotogràfica, va escriure moltes obres, algunes de les quals es van convertir en obres clàssiques que tractaven sobre la càbala i l'ètica. Era sospitós de ser un seguidor de Sabatai Seví, però va ser advertit pels seus mestres i col·legues. Li van ordenar que deixés d'escriure obres cabalístiques. Cap al final de la seva vida, es va anar a viure a la Terra d'Israel (Eretz Israel).

## Biografia
Moixé Hayyim Luzzatto va néixer a la ciutat italiana de Pàdua en 1707. Va ser fill de Jacob i Diamant Luzzatto. El Ramchal va ser educat tant en la tradició hebrea com en la italiana, Luzzatto es va formar tant a la Universitat de Pàdua com entre els mestres talmúdics i cabalístics que residien al gueto de la ciutat. Un dels savis que va exercir una major influència sobre el seu pensament i la seva obra va ser el Rabí Moses Zacuto. Es deia que als catorze anys ja era capaç de recitar de memòria la Torà i el Talmud.
Als vint anys, el Ramchal ja mostrava un profund coneixement del Tanakh i el Talmud de Babilònia, a les seves obres de joventut, com Derech Hashem (El camí de Déu). Als quinze anys, ja havia escrit el Klalut Hailan, un tractat sobre la Càbala que dialogava amb l'obra del Rabí Isaac Lúria, l'Arizal Hakadosh, i va tractar de fer la seva obra més accessible al públic. En 1727 li va succeir al Rabí Luzzatto un dels esdeveniments que van marcar la seva vida. Com uns altres rabins abans que ell, el savi italià va afirmar haver rebut la visita d'un Maguid (un Àngel) acompanyat pel profeta Elies, i va plasmar la seva trobada i les seves converses en una sèrie de textos que van preocupar als rabins del seu temps, els quals van arribar a amenaçar-ho amb la pena d'excomunió, tement que es repetís l'episodi viscut un segle abans amb el jueu Sabatai Seví, qui es va autoproclamar com el Messies jueu, sembrant enfrontaments i desconcert entre les comunitats jueves del Mediterrani.
Com a resultat de les pressions rebudes, molts dels seus treballs van ser cremats, i Luzzatto, per recomanació del seu mestre Isaies Basani, va decidir no comunicar les lliçons rebudes del maguid i abandonar Itàlia. Abans d'instal·lar-se a Ámsterdam, on esperava trobar una comunitat més liberal, al seu pas per Alemanya, la comunitat rabínica alemanya el va forçar a declarar per escrit que els suposats ensenyaments del Maguid eren falsos. En 1740, ja als Països Baixos, va escriure la que és considerada la seva principal obra, el Mesillat Yesharim (el camí dels rectes), que malgrat que es tractava d'una obra sobre l'ètica, el llibre té un profond fons místic. El llibre es presenta com una guia per aconseguir superar la inclinació a les males conductes, i viure de manera més respectuosa i responsable. Malgrat totes les dificultats i la fustigació a la que havia estat sotmès per la comunitat rabínica europea, les inclinacions místiques de Luzzatto mai van acabar d'esvair-se. Així, finalment es va traslladar a la ciutat portuària d'Acre, que en aquella època formava part de l'Imperi Otomà, per poder transmetre els seus coneixements sobre la Càbala. El Rabí Luzzatto va morir en 1746 a Acre, tres anys després d'haver-se instal·lat a la ciutat.

## Obres
Aquest és un llistat de les obres literàries del RAMCHAL, ordenades per ordre alfabètic:
| - Adir Bamarom - Ain Israel - Ain Yaakov - Daat Tevunot - Derech Chochmah - Derech Hashem - Derech Tevunot - Kinat HaShem Tzevaot - Kitzur HaKavanot - Klach Pitchei Chochma - Klalut Hailan - Lashon Limudim | - LaYesharim Tehilla - Maamar HaAgadot - Maamar HaChochma - Maamar HaDin - Maamar HaDrasha - Maamar HaGueulah - Maamar HaIkurim - Maamar HaMerkava - Maamar HaNevuah - Maamar HaShem - Maamar HaVechuach - Maamar Shem Mem-Bet | - Maaseh Shimshon - Mesilat Yesharim - Migdal Oz - Mishkney Elyon - Peirush Midrash Rabbah - Sefer Daniel - Sefer HaDikduk - Sefer HaHigayon - Sefer HaMalitza - Shivim Tikunim - Tiktu Tephilot - Zohar Kohelet |